# Lago Stange
Lago Stange är en sjö i Argentina.   Den ligger i provinsen Chubut, i den sydvästra delen av landet, 1 500 km sydväst om huvudstaden Buenos Aires. Lago Stange ligger 541 meter över havet. Arean är 5,0 kvadratkilometer. Den sträcker sig 4,9 kilometer i nord-sydlig riktning, och 5,0 kilometer i öst-västlig riktning.
I omgivningarna runt Lago Stange växer i huvudsak blandskog. Runt Lago Stange är det mycket glesbefolkat, med 4 invånare per kvadratkilometer.